# MTV Unplugged (álbum de Pepe Aguilar)
MTV Unplugged es el nombre de un álbum acústico del cantante mexicano Pepe Aguilar, el número veinticinco en su carrera. Grabado el jueves 5 de junio de 2014 y lanzado el 21 de octubre de 2014.

## Información del disco
El 21 de octubre de 2014 se publicó el disco Pepe Aguilar MTV Unplugged, que fue grabado el jueves 5 de junio de 2014 en los estudios Churubusco de la Ciudad de México. El disco acústico de Pepe Aguilar contiene nuevas versiones de éxitos como «Perdono y olvido», «Miedo», «Mi credo» y «Prometiste», así como dos temas inéditos: «Entre dos ríos», primer sencillo del álbum, y «Hoy decidí», ambos compuestos por Meme del Real, integrante del grupo mexicano Café Tacuba, quién también fungió como productor del álbum. Además, Pepe decidió incluir el tema «Prófugos» del grupo argentino Soda Stereo como un homenaje a Gustavo Cerati, quien ha sido una fuerte influencia para él. También el tema «Arriba quemando el sol», original de la cantautora chilena Violeta Parra.
El álbum destaca por tener varias colaboraciones con artistas como: Meme del Real, Miguel Bosé, Saúl Hernández, Natalia Lafourcade, Amandititita, Reyli Barba y los hijos menores de Pepe: Ángela y Leonardo Aguilar.

## Sencillos
«Entre dos ríos» es el primer sencillo del álbum lanzado el lunes 4 de agosto de 2014, como descarga digital. Esta canción está compuesta por Emmanuel del Real.

## Otras canciones
«Con otro sabor» fue lanzado como sencillo el 7 de agosto de 2015, como descarga digital. Esta canción fue incluida originalmente en el EP Más de un camino, fue grabada para el unplugged a ritmo de cumbia junto con la colaboración de Los Ángeles Azules, sin embargo no está incluida en el álbum.

## Listas de canciones
| N.º   | Título                                                                           | Escritor(es) | Duración |  |
| 1.    | «Hoy decidí» (con Meme del Real)                                                 | Emmanuel del Real | 4:13     |  |
| 2.    | «Perdono y olvido»                                                               | Leonel García | 4:13     |  |
| 3.    | «Prófugos»                                                                       | Carlos Alberto Ficicchia y Gustavo Adrián Cerati                                                                                   | 4:48     |  |
| 4.    | «Siempre en mi mente» (con Miguel Bosé)                                          | Alberto Aguilera Valadez | 4:54     |  |
| 5.    | «Mi credo»                                                                       | Enrique Guzmán Yáñez «Fato» | 6:02     |  |
| 6.    | «La chancla / El chivo / Puño de tierra» (con Ángela Aguilar y Leonardo Aguilar) | Guillermo Antonio Acosta, Juan Carlos Chávez Navarro, Salomón Jiménez Santos, Abel Tanaka, Antonio Aguilar y Antonio Medina Campos | 7:42     |  |
| 7.    | «Entre dos ríos»                                                                 | Emmanuel del Real | 3:49     |  |
| 8.    | «Miedo» (con Natalia Lafourcade)                                                 | Enrique Guzmán Yáñez «Fato» | 4:20     |  |
| 9.    | «Arriba quemando el sol»                                                         | Violeta Parra Sandoval | 4:20     |  |
| 10.   | «Juan colorado / Chaparrita» (con Amandititita)                                  | Alfonso Esparza, José Antonio Aguilar Jiménez y Felipe Bernejo Araujo                                                              | 5:02     |  |
| 11.   | «Prometiste» (con Ángela Aguilar, Melissa Robles y La Marisou)                   | Pepe Aguilar, José Antonio Aguilar, Nir Seroussi y Jesús «Chuy» Flores                                                             | 5:05     |  |
| 12.   | «El cascabel» (con Reyli Barba)                                                  | Lorenzo Barcelata | 7:17     |  |
| 13.   | «Viento» (con Saúl Hernández y Meme de Real)                                     | Saúl Alfonso Hernández Estrada | 5:28     |  |
| 71:00 |                                                                                  | |          |  |

| DVD Edición Especial |                                                                   |          |  |
| N.º                  | Título                                                            | Duración |  |
| 1.                   | «Pepe Aguilar: La experiencia de grabar el MTV Unplugged» (Video) | 9:44     |  |
| 2.                   | «Meme del Real: La visión del productor» (Video)                  | 18:55    |  |

| No incluidos |                                           |          |  |
| N.º          | Título                                    | Duración |  |
| 1.           | «Con otro sabor» (con Los Ángeles Azules) | 3:58     |  |

## Músicos

### Artistas invitados
- Miguel Bosé
- Saúl Hernández
- Reyli Barba
- Natalia Lafourcade
- Amandititita
- Melissa Robles
- La Marisoul
- Ángela Aguilar — apoyo en coros.
- Leonardo Aguilar
- Los Ángeles Azules

### Músicos invitados
- Meme del Real — Guitarra, vihuela y coros.
- Carmen Ruiz — Órgano, rhodes, mellotron, acordeón, glockenspiel, percusiones y coros.
- Gabriela Vega — Bajo acústico, marimba y coros.
- Mauri Durán — Guitarra acústica, lap steel y coros.
- Francis Durán — Guitarra, mellotron y coros.
- Fernando de Santiago — Vihuela y guitarra.
- Darío González — Rhodes, mellotron, piano y órgano.
- Hernán Hecht — Batería y percusiones.
- Roberto "Pato" Partida — Acordeón principal.
- Manuel Martínez — Guitarrón.
- Rocío Salazar — Coros.
- Cynthia Cervantes — Coros.
- María Elena Durán — Coros.

## Personal
- Producción y Dirección General: Emmanuel del Real.
- Productores Asociados: Yamil Rezc y Pepe Aguilar.
- Producción Ejecutiva: Daniel Beke, Juan de Dios Balbi, Pepe Aguilar y Octavio Padilla.
- Ingeniero de Grabación: Gustavo Borner, David Parra, Justin Moshkevich, Luis Román.
- Ingeniero de Mezcla: Gustavo Borner.
- Ingeniero de Mastering: Tom Baker.
- Asistentes de Producción: Luis Román, David Parra.
- Asistentes de Grabación: Mariano Lanús, Erich Talaba.

## Posicionamiento en listas

### Semanal
| México | Mexican Albums Chart | 2 |

### Anual
| País   | Lista                | Mejor posición |      |      |      |      |      |
| 2014   | 2014                 | 2014           | 2014 | 2014 | 2014 | 2014 | 2014 |
| ------ | -------------------- | -------------- | ---- | ---- | ---- | ---- | ---- |
| México | Mexican Albums Chart | 11             |      |      |      |      |      |
| 2015   |                      |                |      |      |      |      |      |
| México | Mexican Albums Chart | 24             |      |      |      |      |      |

## Certificaciones
| País   | Organismo certificador | Certificación | Ventas certificadas | Simbolización |
| ------ | ---------------------- | ------------- | ------------------- | ------------- |
| México | AMPROFON               | Platino + Oro | 90 000              | ▲●            |

## Premios y nominaciones
| Año  | Ceremonia              | Categoría           | Resultado |
| ---- | ---------------------- | ------------------- | --------- |
| 2015 | Premios Grammy Latinos | Mejor álbum del año | Nominado  |